# Duruelo de la Sierra
Duruelo de la Sierra è un comune spagnolo di 1 111 abitanti situato nella comunità autonoma di Castiglia e León.

## Amministrazione

### Gemellaggi
- Porto, dal 1989[1]